# Coma de Setúria
La coma de Setúria es el alto valle del río de Setúria situada en su cabecera en el término de la parroquia andorrana de la Massana, que continúa por el río de Aós en la población de Os de Civís de Lérida, el cual sigue aguas abajo, con el nombre de río de Bixessarri, por la parroquia de San Julián de Loria hasta que desemboca por la derecha en la Valira, cerca de Aixovall. La parte alta andorrana recibe el nombre de valle de Setúria y la parte central del Alto Urgel es el valle de Aós.

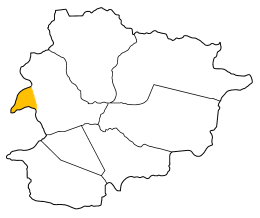
El valle de Seturia

El valle de Setúria es un valle de origen glaciar, típicamente ancho y con fuerte pendiente. Está situada a 1.800 m de altitud, quedando separada del Valle Ferrera, en el Pallars Sobirà, por el puerto de Cabús de 2.328 m de altitud. Era un paso utilizado a menudo por los contrabandistas. El Cuello de la Botella lo separa de la Massana. En este cuello se encuentra la escultura de grandes dimensiones llamada Tormenta en una taza de café. Es obra del norteamericano Dennis Oppenheim, hecha de hierro y que muestra una taza a punto de caer del plato.
El valle se utiliza para pastoreo en verano, y en invierno son pistas de esquí que enlazan con la estación de Pal. Fue disputada entre los vecinos de Os de Civís y de la Massana. La tradición dice que los vecinos decidieron poner fin a las rencillas organizando una lucha entre dos hombres. Ganó el luchador de la Massana, puesto que había sido alimentado con costillas de cordero,al contrario que el de Aós, que había sido engordado con leche de vaca.
Aguas abajo se une el río de Setúria con el río de Salòria formando el río de Aós, que recibe el nombre de valle de Aós, donde se encuentra Os de Civís del Alto Urgel. A partir del pueblo el valle es fluvial, más estrecho. El valle se encuentra entre el pico de Salòria, de 2.789 m de altitud, y el pico de Aós de 2.406 m. La comunicación con el resto del municipio de Valls de Valira es a través del collado de Conflent de 2.150 m de altitud. La población queda como un periclave al que se accede por territorio andorrano desde San Julián de Loria.
La carretera sigue el curso del río que en la parte andorrana se llama río de Bixessarri.  Bixessarri es un pueblo que ha conservado sus casas medievales. Las nuevas construcciones están restringidas a conservar su arquitectura tradicional. A su lado se encuentra la capilla de Santa María de Canòlic donde se celebra un encuentro el último sábado de mayo. El río desemboca en la Valira en Aixovall, en el norte de San Julián de Loria.